# Magdalena Łuczak (narciarka)
Magdalena Łuczak (ur. 31 grudnia 2001 w Łodzi) – polska narciarka alpejska, uczestniczka mistrzostw świata juniorów (2018) oraz seniorów (2021). Mistrzyni Polski w slalomie z 2018 oraz w slalomie gigancie z 2019 i 2021. Zawodniczka klubu UKS MitanSki Zakopane.
Zadebiutowała w Pucharze Świata w Czechach w 2019 roku zajmując w gigancie 47. miejsce. Pierwsze punkty zdobyła w swoim czwartym starcie, w grudniu 2021 roku, zajmując dwudzieste miejsce w gigancie w Courchevel.

## Osiągnięcia

### Igrzyska olimpijskie
| Miejsce | Dzień    | Rok  | Miejscowość | Konkurencja | Czas biegu | Strata | Zwyciężczyni |
| ------- | -------- | ---- | ----------- | ----------- | ---------- | ------ | ------------ |
| 26.     | 7 lutego | 2022 | Pekin       | Gigant      | 1:55,69    | +7,16  | Sara Hector  |
| DNF1    | 9 lutego | 2022 | Pekin       | Slalom      | 1:44,98    | -      | Petra Vlhová |

### Mistrzostwa świata
| Miejsce | Dzień     | Rok  | Miejscowość       | Konkurencja | Czas biegu | Strata | Zwycięzca        |
| ------- | --------- | ---- | ----------------- | ----------- | ---------- | ------ | ---------------- |
| 19.     | 18 lutego | 2021 | Cortina d’Ampezzo | Gigant      | 2:35,08    | +4,42  | Lara Gut-Behrami |

### Mistrzostwa świata juniorów
| Miejsce | Dzień       | Rok  | Miejscowość  | Konkurencja | Czas biegu | Strata | Zwyciężczyni          |
| ------- | ----------- | ---- | ------------ | ----------- | ---------- | ------ | --------------------- |
| DNF1    | 30 stycznia | 2018 | Davos        | Gigant      | 1:39,66    | -      | Julia Scheib          |
| DNF1    | 31 stycznia | 2018 | Davos        | Slalom      | 1:46,51    | -      | Meta Hrovat           |
| 23.     | 4 lutego    | 2018 | Davos        | Supergigant | 1:12,22    | +4,75  | Kajsa Vickhoff Lie    |
| 21.     | 5 lutego    | 2018 | Davos        | Kombinacja  | 2:03,41    | +7,01  | Aline Danioth         |
| 18.     | 19 lutego   | 2019 | Val di Fassa | Gigant      | 1:54,99    | +3,08  | Alice Robinson        |
| 20.     | 20 lutego   | 2019 | Val di Fassa | Slalom      | 1:47,70    | +3,51  | Meta Hrovat           |
| 36.     | 24 lutego   | 2019 | Val di Fassa | Supergigant | 1:14,54    | +5,97  | Hannah Sæthereng      |
| DNF2    | 24 lutego   | 2019 | Val di Fassa | Kombinacja  | 2:03,77    | –      | Nicole Good           |
| DNF2    | 9 marca     | 2021 | Bansko       | Gigant      | 1:46,54    | -      | Hanna Aronsson Elfman |
| DNF2    | 10 marca    | 2021 | Bansko       | Slalom      | 1:40,24    | -      | Sophie Mathiou        |

### Puchar Świata

#### Miejsca w klasyfikacji generalnej
| Sezon     | Miejsce           |
| --------- | ----------------- |
| 2018/2019 | niesklasyfikowana |
| 2021/2022 | 112.              |
| 2022/2023 | niesklasyfikowana |
| 2023/2024 | 79.               |

#### Miejsca na podium w zawodach
Łuczak nie stawała na podium zawodów PŚ.